# Biglen
Biglen (Bernduits: Bigle) is een gemeente en plaats in het Zwitserse kanton Bern, en maakt deel uit van het district Bern-Mittelland.
Biglen telt 1.747 inwoners.